# 24kGoldn
Golden Landis Von Jones (sinh ngày 13/11/2000, nghệ danh: 24kGoldn) là nam rapper, ca sĩ, nhạc sĩ và cựu diễn viên nhí người Mỹ. Anh bắt đầu nổi tiếng với đĩa đơn "Valentino" năm 2019, từng đạt hạng 92 trên bảng xếp hạng Billboard Hot 100. Bài hát sau đó được hiệp hội thu âm RIAA chứng nhận "bạch kim" vào tháng 4 năm 2020.
Tháng 7 năm 2020, Golden phát hành đĩa đơn "Mood", có sự góp mặt của rapper người Mỹ gốc Puerto Rico, Iann Dior. Ca khúc đứng đầu Billboard Hot 100 và trở thành bài hát có thứ hạng cao nhất trong sự nghiệp của anh.

## Thời thơ ấu
Golden Von Jones sinh ra ở thành phố San Francisco, California. Mẹ anh là bà Kimberly Landis, một người gốc Do Thái Ashkenazi, còn cha anh là một người da màu. Cha mẹ anh đều làm nghề người mẫu. Ngoài ra anh có một chị gái tên là Sage.

## Đời tư
24kGoldn sinh ra ở San Francisco, anh tốt nghiệp trường trung học Lowell, một trường công, vào năm 2018. Từ khi còn nhỏ, 24kGoldn đã đi đóng các video quảng cáo và tham gia văn nghệ ở trường. Golden theo học trường Kinh doanh Marshall của Đại học Nam California, hiện anh đang tạm ngưng để tập trung vào sự nghiệp ca hát.

## Danh sách nhạc

### Album phòng thu
| Tên       | Chi tiết                                                                        |
| --------- | ------------------------------------------------------------------------------- |
| El Dorado | - Dự kiến: 2021 - Hãng đĩa: Records, Columbia - Định dạng: Tải, nghe trực tuyến |

### EP
| Tên                   | Chi tiết                                                                                | Vị trí cao nhất |
| Tên                   | Chi tiết                                                                                | Mỹ              |
| --------------------- | --------------------------------------------------------------------------------------- | --------------- |
| Dropped Outta College | - Phát hành: 22/11/2019 - Hãng đĩa: Records, Columbia - Định dạng: Tải, nghe trực tuyến | 122             |